# Masters Of Reality
Masters of Reality is een hardrockgroep gevormd in 1981 door de gitarist en zanger Chris Goss en Tim Harrington in Syracuse, New York. De band werd genoemd naar het album Master of reality van Black Sabbath.
De band maakt deel uit van de Palm Desert Scene.

## Discografie

### Studioalbums
- 1988 - Masters of Reality
- 1992 - Sunrise on the Sufferbus
- 1999 - Welcome to the Western Lodge
- 2001 - Deep in the Hole
- 2004 - Give Us Barabbas
- 2009 - Pine Cross Dover
- 2025 - The Archer

### Livealbums
- 1997 - How High the Moon: Live at the Viper Room
- 2003 - Flak 'n' Flight